# Audioslave-diszkográfia
Az Audioslave nevű amerikai rockegyüttes három stúdiólemezt, két DVD-t és 11 kislemezt adott ki.

## Stúdióalbumok
- Audioslave (2002. november 19.) 3-szoros platina
- Out of Exile (2005. május 24.) platina
- Revelations (2006. szeptember 5.) arany

## DVD-k
- Audioslave (2003. július 29.) arany
- Live in Cuba (2005. október 11.) platina

## Kislemezek
| Év   | Szám                  | U.S. Hot 100 | U.S. Modern Rock | U.S. Mainstream Rock | U.S. Pop 100 | Brit kislemezlista | Hot Digital Songs | Album        |
| ---- | --------------------- | ------------ | ---------------- | -------------------- | ------------ | ------------------ | ----------------- | ------------ |
| 2002 | "Cochise"             | 69           | 9                | 2                    | -            | 24                 | -                 | Audioslave   |
| 2003 | "Like a Stone"        | 31           | 1                | 1                    | -            | -                  | -                 | Audioslave   |
| 2003 | "Show Me How to Live" | 67           | 4                | 2                    | -            | -                  | -                 | Audioslave   |
| 2004 | "I Am the Highway"    | 66           | 3                | 2                    | -            | -                  | -                 | Audioslave   |
| 2004 | "What You Are"        | -            | 17               | 8                    | -            | -                  | -                 | Audioslave   |
| 2005 | "Be Yourself"         | 32           | 1                | 1                    | 33           | 40                 | 13                | Out of Exile |
| 2005 | "Your Time Has Come"  | -            | 12               | 12                   | 93           | -                  | -                 | Out of Exile |
| 2005 | "Doesn't Remind Me"   | 68           | 3                | 2                    | 75           | 93                 | 66                | Out of Exile |
| 2006 | "Out of Exile"        | -            | 14               | 9                    | -            | -                  | -                 | Out of Exile |
| 2006 | "Original Fire"       | 79           | 3                | 4                    | -            | 92                 | -                 | Revelations  |
| 2006 | "Revelations"         | -            | 38               | 6                    | -            | -                  | -                 | Revelations  |

## Klipek
- "Cochise" – 2002
- "Like a Stone" – 2003
- "Show Me How To Live" – 2003
- "Be Yourself" – 2005
- "Your Time Has Come" – 2005
- "Doesn't Remind Me" – 2005
- "Original Fire" – 2006
- "Revelations" – 2006
- "Until We Fall" – 2007 (fan club exclusive)